# Arnoldo López Echandi
Arnoldo López Echandi es un abogado y político costarricense. Vicepresidente de la República en el período 1990-1994 como compañero de fórmula de Rafael Calderón Fournier y Germán Serrano Pinto, es sobrino del expresidente Mario Echandi Jiménez.
Se graduó como Licenciado en Derecho en la Universidad de Costa Rica en 1965. Socio fundador de la firma de abogados Lara, López, Matamoros, Rodríguez & Tinoco (1966), fue presidente de la Organización Internacional del Café, presidente de ICAFE entre 1999 y 2001 y embajador de Costa Rica en Francia (2001-2003).